# 昭忠廟
24°18′40″N 120°50′04″E / 24.311017°N 120.834425°E
昭忠廟，舊名軍民廟，是位於臺灣苗栗縣卓蘭鎮老庄里的忠烈祠，祭祀與泰雅族作戰而死亡的湘軍。

## 背景
卓蘭傳說往昔峨崙廟不敢敲鐘，其一是懼怕大安溪上游的原住民。光緒年間，卓蘭的漢族和泰雅族北勢群各社發生原漢衝突。光緒十一年（1885年）四月，林朝棟、柳泰和率軍駐卓蘭，以抵抗原住民。當時參加台灣巡撫都督軍旅的卓蘭漢人詹其祝，藉由台北中路軍統領林朝棟奏請台灣巡撫劉銘傳調派湘軍清剿。原住民也聯合坪林、武榮等十三社為基地對抗，展開激戰。此戰爭，前後共一萬三千餘員的湘軍，進駐大缺山（大克山）下，歷時2年6個月戰事終敉平，光緒十三年（1887年）十月撤兵，正三品武官劉少斌等官兵戰歿，有說是傷亡3000餘人。湘軍在班師回朝前夕，於歸安橋立碑紀念，並將橋名取為「歸安」，以示招魂之意。
湘軍官兵合葬在當地山丘上，卓蘭人稱該山叫「湖南營」。除官階高的、及有後人前來尋骨有立墓碑外，其餘草葬於山坡，僅以三顆石頭疊成人形代表墓區。二戰期間，糧食缺乏，日本人要求師生去該墓地種植地瓜，屍骨再陸續被挖出。1957年卓蘭高中開闢運動場，湖南營湘軍墓群再度引起重視。

## 沿革
隨著卓蘭鎮的開發，農民們常在掘土中挖到屍骨和兵器，遂產生不少傳言流傳，所以1959年卓蘭鎮人士建立此廟，以慰亡靈，廟址位於老庄里湖南山的東側。因廟身只有10坪，陣亡的湘軍骨骸只好用肥料袋堆在廟內。湘軍陣亡官兵墓碑依官職高低安置廟後方，共收集41座。
1980年代初，台北市湖南同鄉會經由傳播知道此廟，除決定將軍民廟改名為「昭忠廟」外，並由袁樸和湖南同鄉會副總幹事劉達之數度到卓蘭人士徐湧和、徐永富等交換意見，計畫予以擴建。以草紋、花鳥、虎躍、勳牌等剪黏作廟體裝飾。1985年9月13日秋祭，正式改名，並獲得中華民國陸軍一級上將黃杰贈「昭忠廟」橫匾。
在1992年報導時，當地老庄里長詹益海計畫將此廟改建為規模宏大的廟宇，以吸引觀光客。後來熱心人士募款，在舊廟後方購地擴建。
新廟於1994年計畫整建，動工後因地目問題一度停滯，2010年8月4日湖南省委副書記梅克保參觀時，還致贈5萬元人民幣作改建經費。獲贈後，昭忠廟管理委員會主委徐文治表示，後續工程經費仍需新台幣2400萬元，仍無著落，希社會各界相助，讓昭忠廟早日落成。
2018年12月25日，一名林姓駕駛小貨車路經舊廟右側上坡路段，因變速箱故障無法變換低檔，車身後滑撞上廟身翻覆，造成神蛾毀損、龍邊柱子斷裂、正面門額挑簷桁及屋頂瓦片掉落。2022年9月20日以客委會補助504萬元展開修復，於2023年4月間完工。

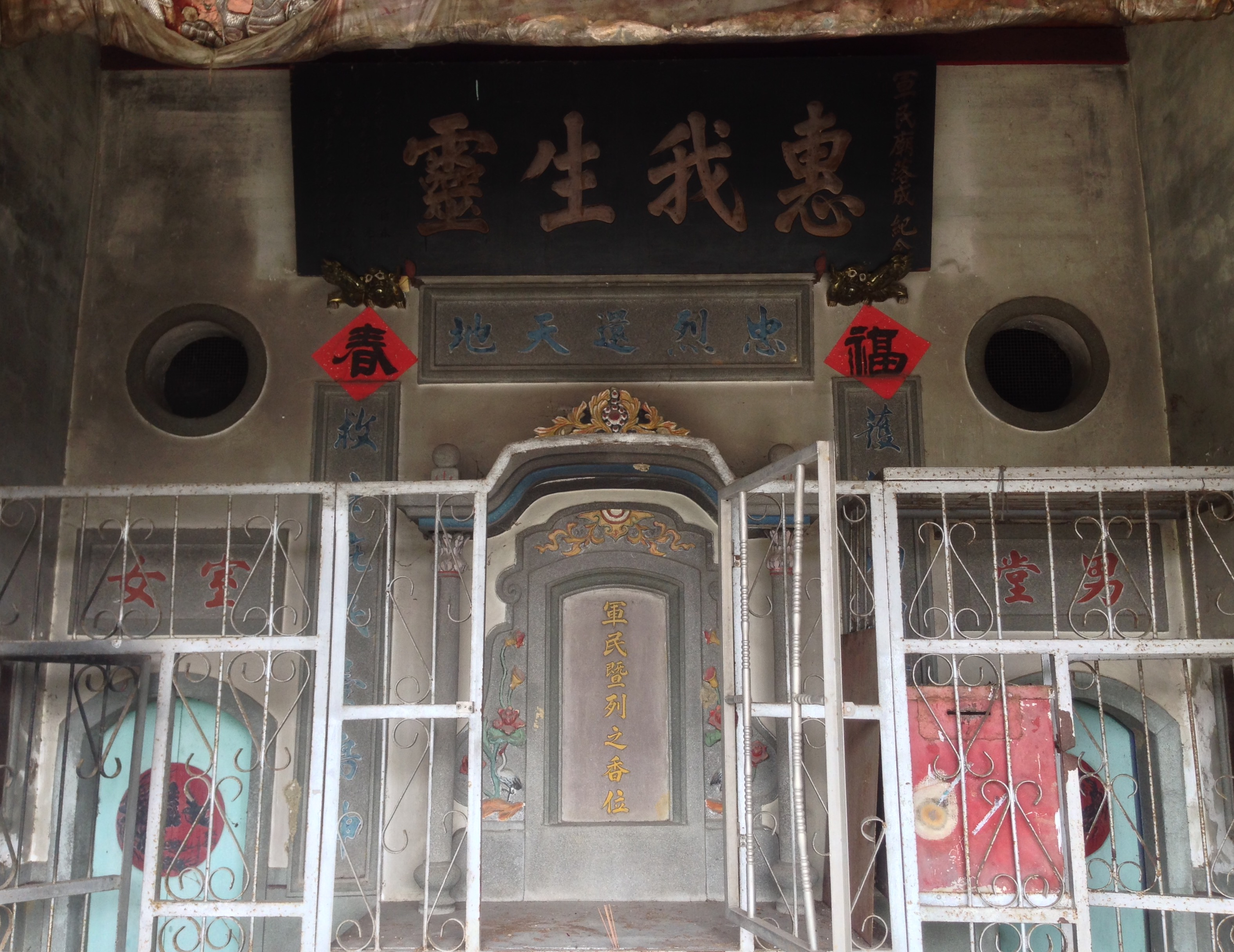
舊廟內部
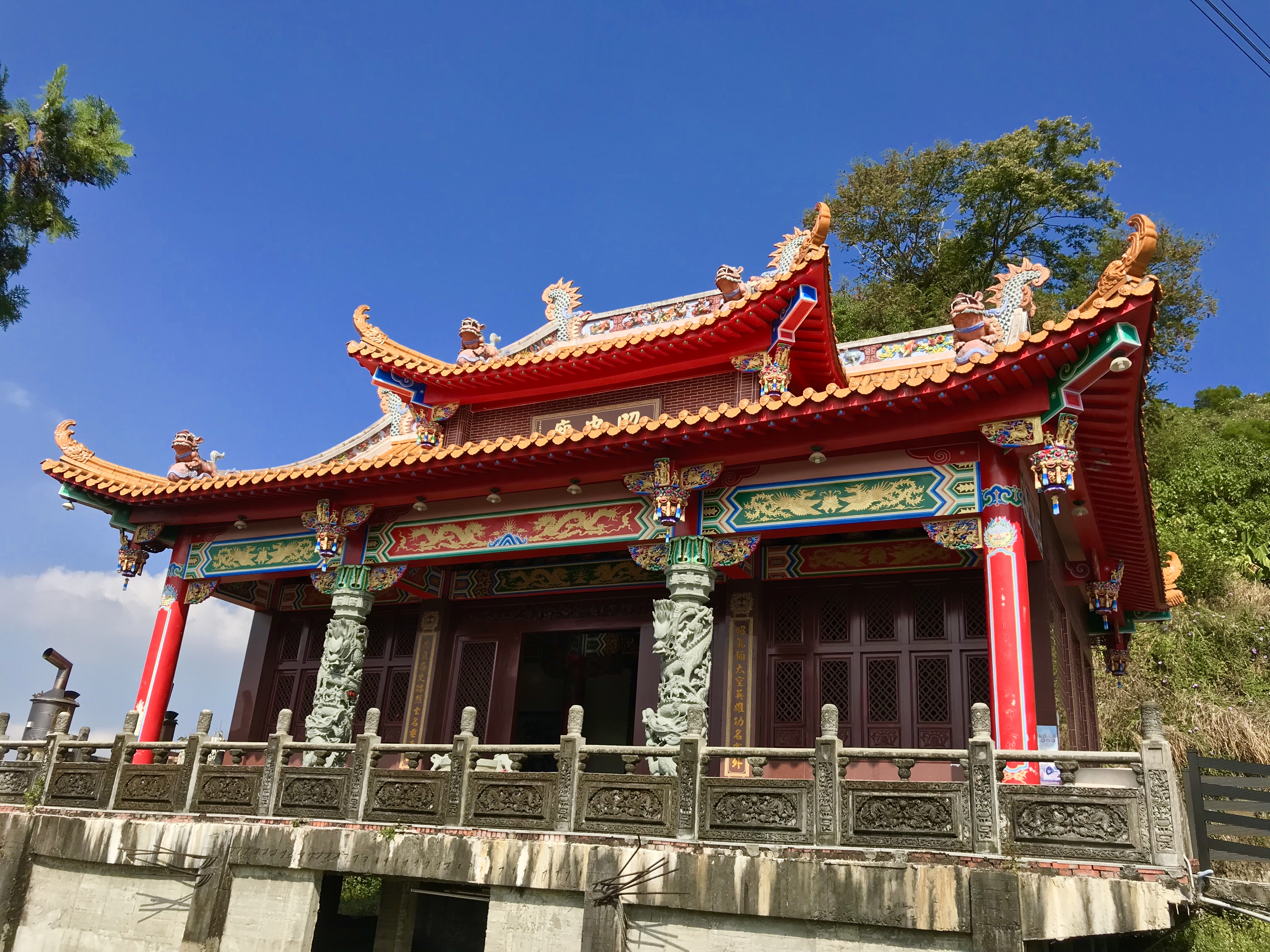
新廟外部
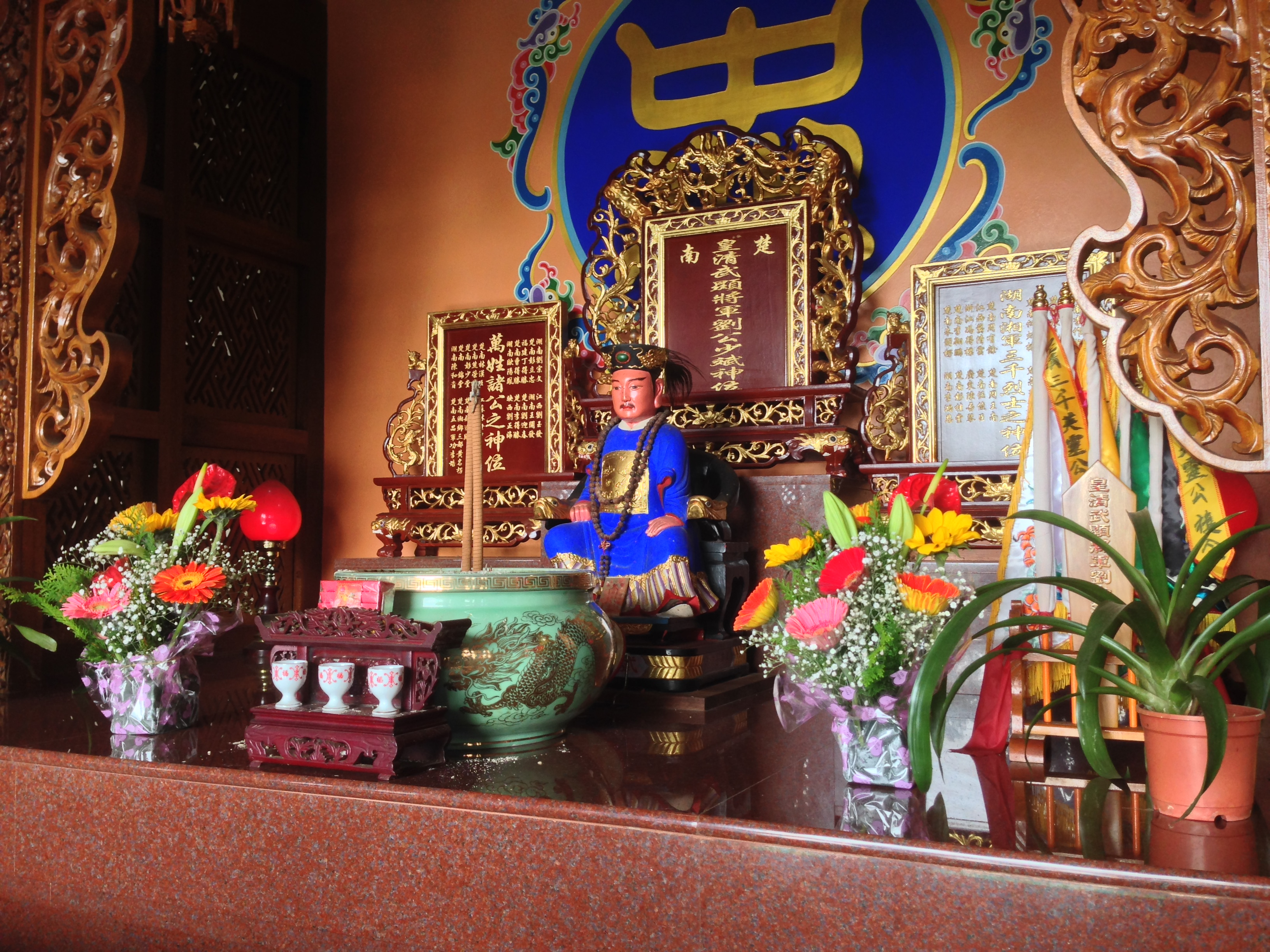
新廟劉少斌神像與牌位

## 祭祀
農曆七月廿九日舉辦普渡法會，該日馬鶴凌會到此廟祭拜。1985年4月7日，卓蘭鎮舉辦湘軍進駐卓蘭剿撫一百周年紀念活動。同年，《民生報》的社論指責電影公司若說敬重忠義英烈，為十八王公拍攝虛假的故事，大可拍更有戲劇效果的湖南忠義公，並還提及類似的廟宇有樹林十三公、嘉義忠義十九公、彰化的恩烈祠等。
次年3月28日上午，新聞局長張京育主持由北市湖南同鄉會及卓蘭鎮民眾聯合舉行的「湘軍殉難一百週年紀念大會」兼擴建昭忠廟破土典禮，當地作家詹冰為此寫紀念文章。
以劉少斌為主神，稱為「武顯將軍」。1986年一百周年紀念活動後，有隻彩蝶飛入廟內，久未離去，地方人士認為是劉將軍顯靈。生物學者陳森能指出，軍民廟的神蛾是台灣長尾水青蛾，因有趨光性，所看到軍民廟有火光，即會飛來棲息。
因捐款不足，春秋兩祭盛大場面不再。在2000年時，因經費短缺，沒有湖南人參與該廟的中元祭，場面冷清。